# Canal Olímpic de Catalunya
Der Canal Olímpic de Catalunya (spanisch Canal Olímpico de Cataluña) ist ein künstlicher See in der spanischen Gemeinde Castelldefels, der seit 1991 als Regattastrecke für Kanusport und für Naherholung verwendet wird.

## Geschichte
Der Canal Olímpic de Catalunya wurde für die Olympischen Spiele des Jahres 1992 in Barcelona in der Ortschaft Castelldefels als Canal Olímpic de Castelldefels gebaut. Diese liegt am Delta des Flusses Llobregat und befindet sich etwa 20 Kilometer südwestlich der Innenstadt Barcelonas.
Die zwölf Veranstaltungen des Kanurennsports bei den Olympischen Sommerspielen 1992 wurden auf der Regattastrecke abgehalten. Die Ruderwettbewerbe hingegen fanden auf dem Estany de Banyoles statt, der Kanuslalom in La Seu d’Urgell.

## Eigenschaften
Der Canal Olímpic de Catalunya verfügt über ein Becken mit der Länge von 1200 m und der Breite von 120 m.
Neun Bahnen können bei Kanuwettbewerben mit einem Albano-System aufgeteilt werden.
Die Anlage entspricht nicht den Anforderungen der Kategorie A des Weltruderverbandes FISA und ist damit für internationale Ruderregatten ungeeignet: Neben dem Fehlen eines abgetrennten Trainingskanals, liegt die Streckenlänge unter den geforderten zwei Kilometern.
Die Haupttribüne im Zielbereich des Canal Olímpic de Catalunya verfügt über eine Kapazität von 500 Sitzplätzen.

## Veranstaltungen
- Kanurennsport der Olympischen Sommerspiele 1992
- Kanurennsport und Rudern der Mittelmeerspiele 2017

## Galerie

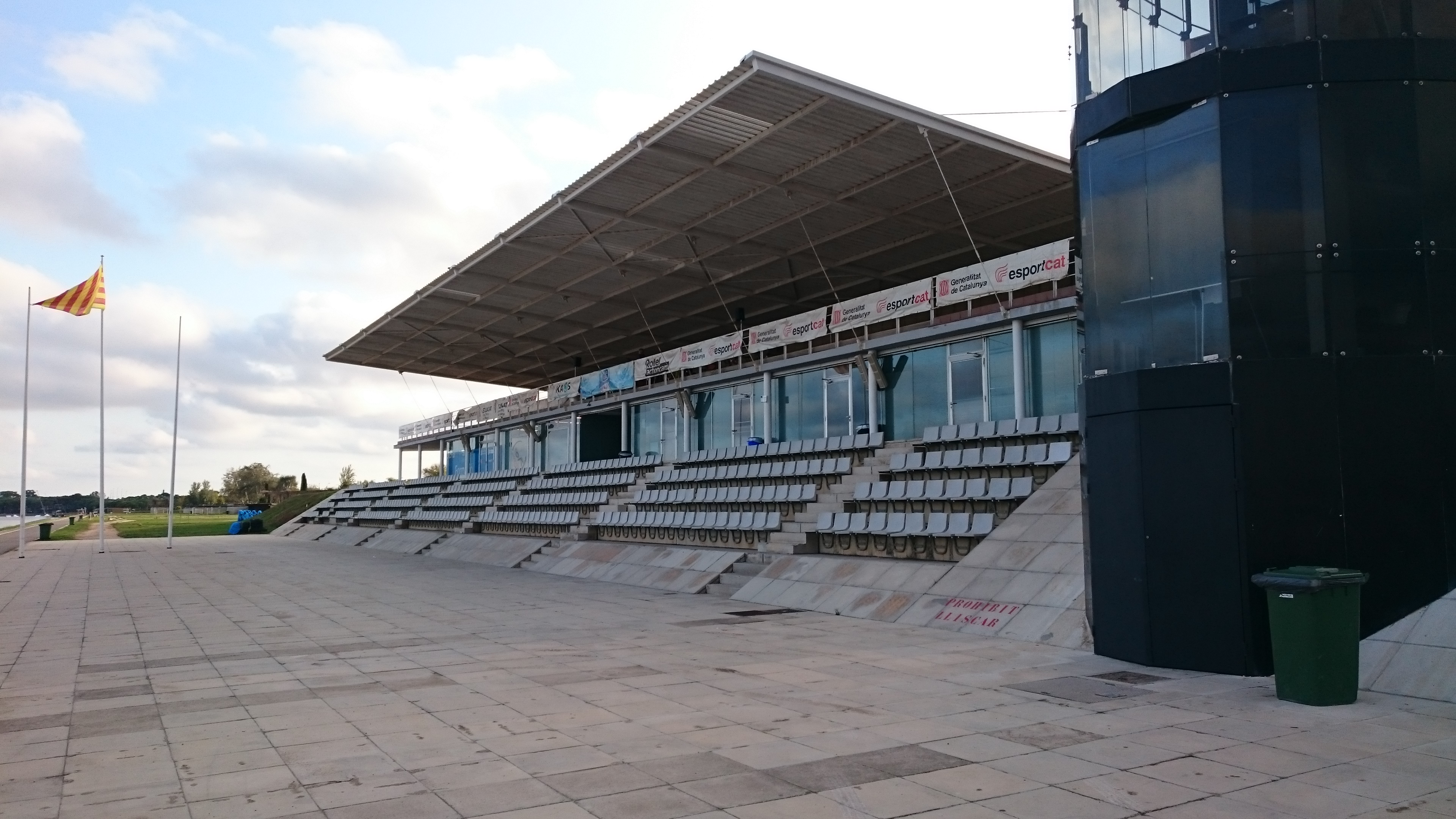
Die Tribüne von Norden aus gesehen
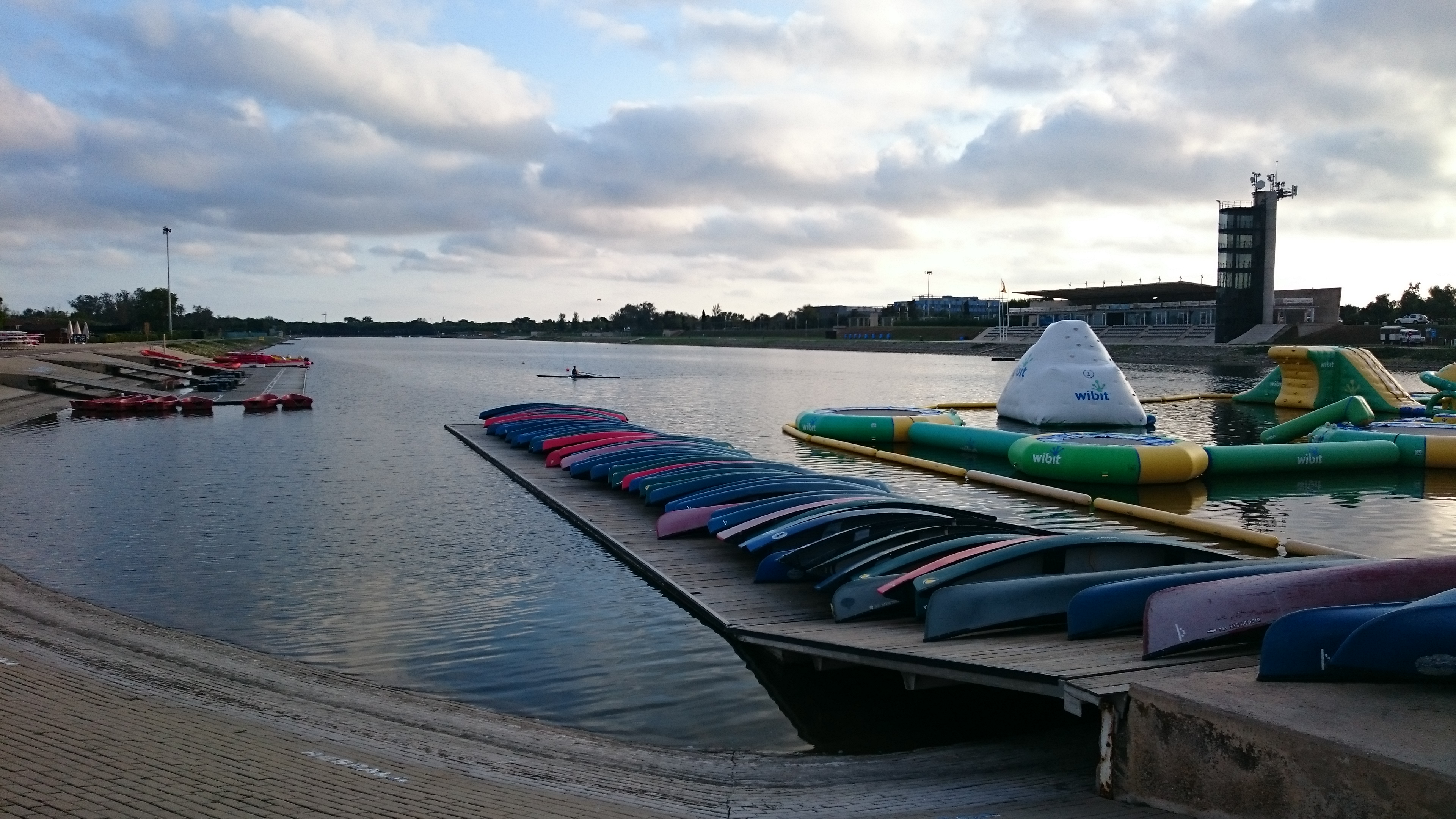
Blick nach Süden
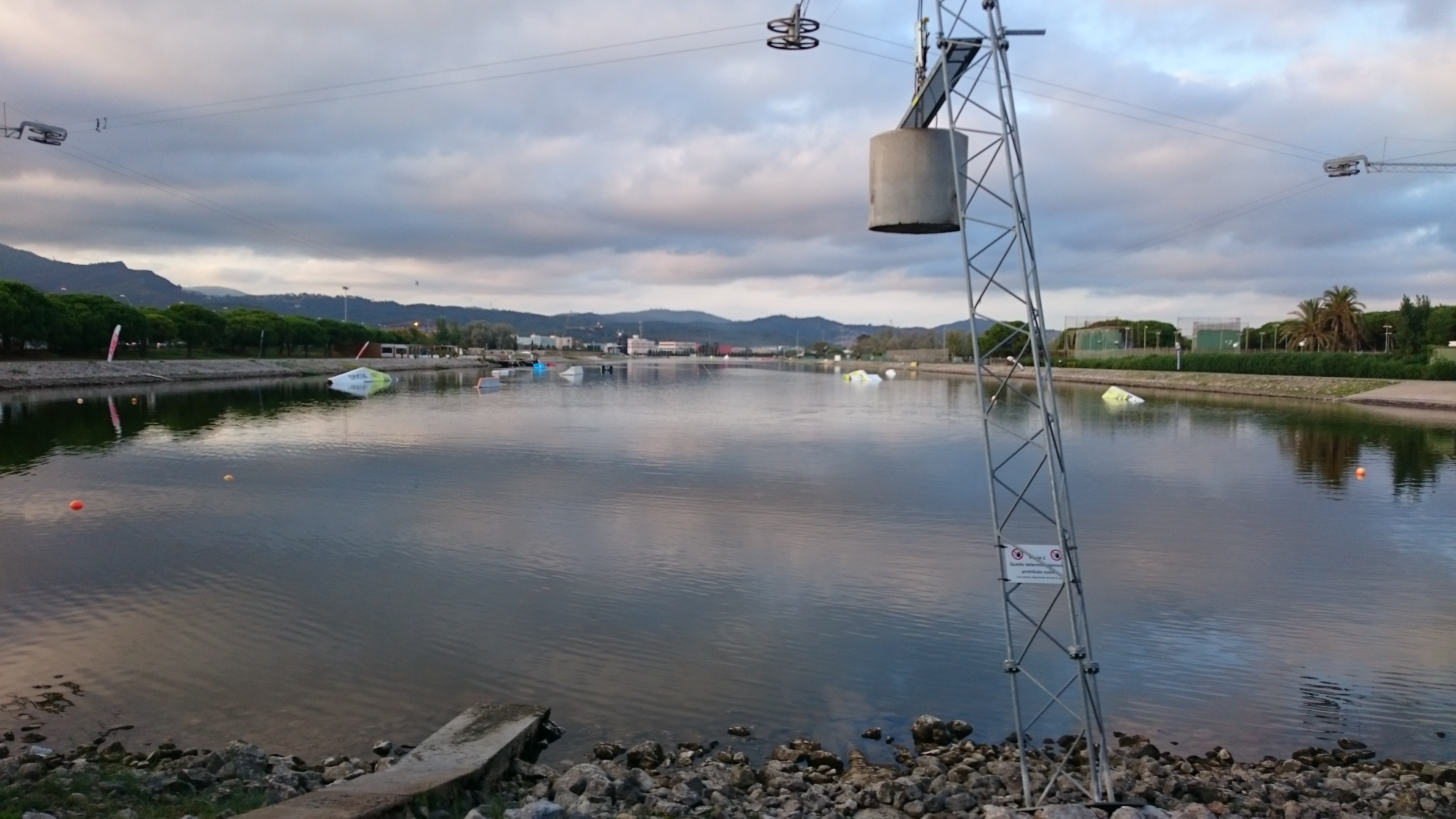
Blick nach Norden in Richtung der Tribüne
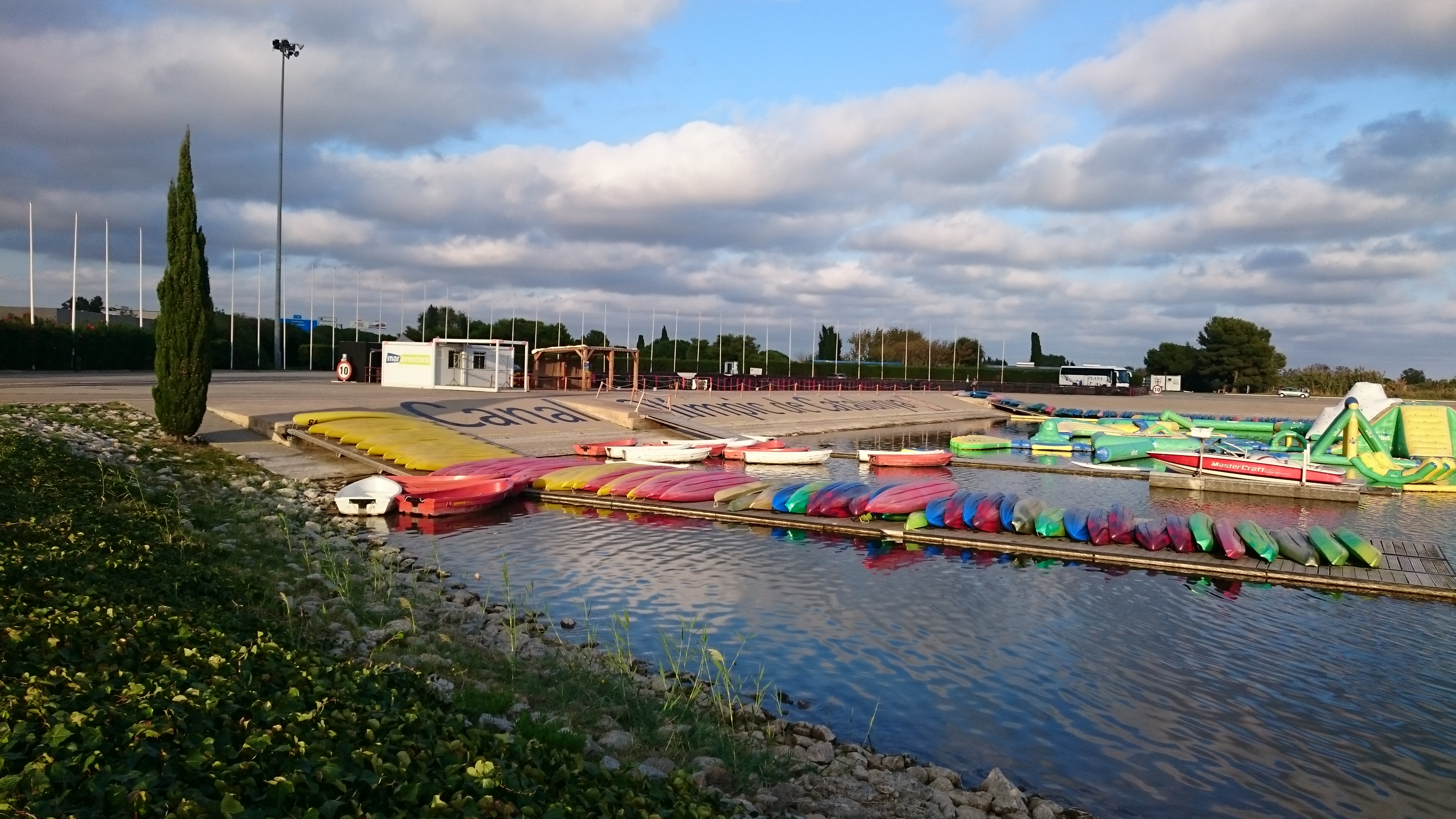
Leihbare Boote am nördlichen Ufer
Logo des Canal Olímpic de Catalunya